# Persone di nome Vittoria
| Questa pagina contiene informazioni ricavate automaticamente dalle voci biografiche con l'ausilio del template Bio e di un bot. L'aggiornamento è periodico e automatico e ricostruisce completamente la pagina. Se manca una persona in questa lista, sei pregato di non aggiungerla, ma accertati piuttosto che la sua voce biografica contenga il template Bio e che i dati anagrafici siano correttamente compilati. Se il template Bio manca, inseriscilo tu stesso o, in alternativa, metti l'avviso {{tmp\|Bio}} che ne segnala la mancanza. Se i dati riportati sono sbagliati, correggi direttamente la voce biografica; le modifiche saranno visibili in questa lista entro pochi giorni. Per chiarimenti vedi il progetto antroponimi. La lista contiene solo le 100 persone che sono citate nell'enciclopedia e per le quali è stato implementato correttamente il template Bio. Pagina aggiornata al 6 ago 2025. |

Questa è una lista di persone presenti nell'enciclopedia che hanno il nome Vittoria, suddivise per attività principale.

## Antifasciste(1)
- Vittoria Nenni, antifascista italiana (Ancona, n. 1915 - Auschwitz, † 1943)

## Artiste(2)
- Vittoria Chierici, artista italiana (Bologna, n. 1955)
- Vittoria Valmaggia, artista italiana (Oria, n. 1944 - Modena, † 2009)

## Attrici(11)
- Vittoria Belvedere, attrice e ex modella italiana (Vibo Valentia, n. 1972)
- Vittoria Carpi, attrice italiana (Merlara, n. 1917 - † 2002)
- Vittoria Crispo, attrice italiana (Napoli, n. 1900 - Napoli, † 1973)
- Vittoria Di Silverio, attrice italiana
- Vittoria Febbi, attrice, doppiatrice e direttrice del doppiaggio italiana (Asmara, n. 1939)
- Vittoria Lepanto, attrice italiana (Saracinesco, n. 1885 - Roma, † 1964)
- Vicky Ludovisi, attrice italiana (Roma, n. 1943)
- Vittoria Martello, attrice italiana (Napoli, n. 1923 - Barcellona, † 2016)
- Vittoria Puccini, attrice italiana (Firenze, n. 1981)
- Vittoria Schisano, attrice italiana (Pomigliano d'Arco, n. 1977)
- Fatima Trotta, attrice e conduttrice televisiva italiana (Napoli, n. 1986)

## Attrici pornografiche(1)
- Vittoria Risi, attrice pornografica italiana (Pellestrina di Venezia, n. 1978)

## Attrici teatrali(1)
- Vittoria Piissimi, attrice teatrale, cantante e regista teatrale italiana (Ferrara)

## Batteriste(1)
- Vittoria Burattini, batterista italiana (Ancona, n. 1970)

## Cantanti(2)
- Vittoria Archilei, cantante italiana (Roma, n. 1550 - Firenze, † 1620)
- Vittoria Mongardi, cantante e attrice italiana (Bologna, n. 1926 - Bologna, † 1975)

## Cavallerizze(1)
- Vittoria Panizzon, cavallerizza italiana (Roma, n. 1983)

## Cestiste(2)
- Vittoria Blasigh, cestista italiana (Latisana, n. 2004)
- Vittoria Ceriana Mayneri, cestista italiana (Torino, n. 1915 - Roma, † 1997)

## Cicliste su strada(1)
- Vittoria Bussi, ex ciclista su strada e ex pistard italiana (Roma, n. 1987)

## Collezioniste d'arte(1)
- Vittoria Contini Bonacossi, collezionista d'arte italiana (Robecco d'Oglio, n. 1871 - Firenze, † 1949)

## Compositrici(1)
- Vittoria Aleotti, compositrice, clavicembalista e monaca cristiana italiana (Ferrara, n. 1575)

## Contralti(1)
- Vittoria Tesi, contralto italiano (Firenze, n. 1701 - Vienna, † 1775)

## Danzatrici(1)
- Vittoria Peluso, ballerina italiana (n. 1766 - Turano, † 1828)

## Disc jockey(1)
- Vittoria Hyde, disc jockey, conduttrice radiofonica e cantante italiana (Monza, n. 1985)

## Ginnaste(2)
- Vittoria Avanzini, ginnasta italiana (Busto Arsizio, n. 1915 - Busto Arsizio, † 2001)
- Vittoria Quoiani, ginnasta italiana (Roma, n. 2004)

## Imprenditrici(1)
- Vicky Mantegazza, imprenditrice svizzera (n. 1965)

## Modelle(3)
- Marisa Berenson, supermodella e attrice statunitense (New York, n. 1947)
- Vittoria Caldoni, modella italiana (Albano Laziale, n. 1805 - Russia)
- Vittoria Ceretti, supermodella italiana (Brescia, n. 1998)

## Nobildonne(6)
- Vittoria Accoramboni, nobildonna italiana (Gubbio, n. 1557 - Padova, † 1585)
- Vittoria Doria, nobildonna italiana (Genova, n. 1569 - † 1618)
- Vittoria di Mirafiori, nobildonna italiana (Castelceriolo, n. 1848 - Roma, † 1905)
- Vittoria Montecuccoli Davia, nobildonna italiana (Modena, n. 1655 - Saint-Germain-en-Laye, † 1703)
- Vittoria di Sassonia-Coburgo-Saalfeld, nobildonna (Coburgo, n. 1786 - Windsor, † 1861)
- Vittoria di Capua, nobildonna italiana (n. 1548 - Novellara, † 1627)

## Nobili(11)
- Vittoria Colonna de Cabrera, nobile italiana (Marino, n. 1558 - Medina de Rioseco, † 1633)
- Vittoria Colonna, nobile e poetessa italiana (Marino - Roma, † 1547)
- Vittoria Colonna Malatesta, nobile italiana (n. 1407 - Paliano, † 1464)
- Vittoria Farnese, nobile italiana (Valentano, n. 1521 - Pesaro, † 1602)
- Vittoria di Prussia, nobile tedesca (Potsdam, n. 1866 - Bonn, † 1929)
- Vittoria Savorelli, nobile italiana (Forlì, n. 1817 - Roma, † 1838)
- Alice di Battenberg, nobile tedesca (Castello di Windsor, n. 1885 - Buckingham Palace, † 1969)
- Vittoria della Rovere, nobile italiana (Pesaro, n. 1622 - Pisa, † 1694)
- Vittoria Carlotta di Anhalt-Bernburg-Schaumburg-Hoym, nobile (Castello di Schaumburg, n. 1715 - Castello di Schaumburg, † 1792)
- Vittoria Margherita di Prussia, nobile prussiana (Potsdam, n. 1890 - Berlino, † 1923)
- Vittoria Francesca di Savoia, nobile italiana (Torino, n. 1690 - Parigi, † 1766)

## Nuotatrici(1)
- Vittoria Bianco, nuotatrice italiana (Putignano, n. 1995)

## Operaie(1)
- Vittoria Anticzarina Cavallo, operaia, antifascista e partigiana italiana (Latiano, n. 1903 - Alessandria, † 1996)

## Pallavoliste(3)
- Vittoria Piani, pallavolista italiana (Milano, n. 1998)
- Vittoria Prandi, pallavolista italiana (Mirandola, n. 1994)
- Vittoria Repice, pallavolista italiana (Reggio Calabria, n. 1986)

## Partigiane(1)
- Vittoria Giunti, partigiana italiana (Firenze, n. 1917 - Raffadali, † 2006)

## Pilote automobilistiche(1)
- Vicky Piria, pilota automobilistica e personaggio televisivo italiano (Milano, n. 1993)

## Pistard(1)
- Vittoria Guazzini, pistard e ciclista su strada italiana (Poggio a Caiano, n. 2000)

## Pittrici(2)
- Vittoria Cocito, pittrice e illustratrice italiana (Torino, n. 1891 - Torino, † 1971)
- Vittoria Ligari, pittrice italiana (Milano, n. 1713 - Sondrio, † 1783)

## Poetesse(1)
- Vittoria Aganoor, poetessa italiana (Padova, n. 1855 - Roma, † 1910)

## Politiche(8)
- Vittoria Baldino, politica italiana (Rossano, n. 1988)
- Vittoria Bogo Deledda, politica italiana (Posada, n. 1967 - Budoni, † 2020)
- Vittoria Casa, politica italiana (Bagheria, n. 1958)
- Vittoria D'Incecco, politica italiana (Pescara, n. 1956)
- Vittoria Ferdinandi, politica e imprenditrice italiana (Perugia, n. 1986)
- Vittoria Franco, politica e filosofa italiana (Roseto Capo Spulico, n. 1949)
- Vittoria Quarenghi, politica italiana (Mapello, n. 1934 - Bergamo, † 1984)
- Vittoria Titomanlio, politica italiana (Barletta, n. 1899 - Napoli, † 1988)

## Principesse(8)
- Vittoria d'Assia-Darmstadt, principessa tedesca (Castello di Windsor, n. 1863 - Kensington Palace, † 1950)
- Vittoria di Borbone-Francia, principessa (Versailles, n. 1733 - Trieste, † 1799)
- Vittoria di Sassonia-Coburgo-Gotha, principessa inglese (Buckingham Palace, n. 1840 - Schloss Friedrichshof, † 1901)
- Vittoria di Svezia, principessa svedese (Solna, n. 1977)
- Vittoria Adelaide di Schleswig-Holstein-Sonderburg-Glücksburg, principessa (Grünholz Manor, n. 1885 - Grein, † 1970)
- Vittoria del Galles, principessa inglese (Westminster, n. 1868 - Iver, † 1935)
- Vittoria d'Assia-Rotenburg, principessa tedesca (Rotenburg an der Fulda, n. 1728 - Parigi, † 1792)
- Vittoria Melita di Sassonia-Coburgo-Gotha, principessa inglese (Malta, n. 1876 - Amorbach, † 1936)

## Religiose(1)
- Vittoria Giorni, religiosa italiana (Genova, n. 1793 - Genova, † 1874)

## Rugbiste a 15(2)
- Vittoria Ostuni Minuzzi, rugbista a 15 italiana (Camposampiero, n. 2001)
- Vittoria Vecchini, rugbista a 15 italiana (Isola della Scala, n. 2002)

## Sante(1)
- Santa Vittoria, santa romana (Roma - Trebula Mutuesca, † 253)

## Scrittrici(5)
- Vittoria Alliata di Villafranca, scrittrice, traduttrice e giornalista italiana (Ginevra, n. 1950)
- Vittoria Gazzei Barbetti, scrittrice italiana (Siena, n. 1892 - Siena, † 1934)
- Vittoria Ottolenghi, scrittrice, giornalista e saggista italiana (Roma, n. 1924 - Roma, † 2012)
- Vittoria Palazzo, scrittrice e giornalista italiana (Roma, n. 1929)
- Vittoria Ronchey, scrittrice e traduttrice italiana (Reggio Calabria, n. 1925 - Roma, † 2022)

## Soprani(2)
- Vittoria Bentivoglio, soprano italiana (Massa, n. 1555 - Ferrara, † 1587)
- Ada Botti Giachetti, soprano italiano (Firenze, n. 1874 - Rio de Janeiro, † 1946)

## Sovrane(3)
- Vittoria di Baden, regina (Karlsruhe, n. 1862 - Roma, † 1930)
- Vittoria del Regno Unito, regina britannica (Kensington Palace, n. 1819 - Cowes, † 1901)
- Vittoria Eugenia di Battenberg, regina (Castello di Balmoral, n. 1887 - Losanna, † 1969)

## Tipografe(1)
- Vittoria Baldini, tipografa italiana

## Velociste(2)
- Vittoria Cesarini, velocista italiana (Bologna, n. 1932 - Bologna, † 2023)
- Vittoria Fontana, velocista italiana (Gallarate, n. 2000)

## Senza attività specificata(5)
- Vittoria Farnese, duchessa (Parma, n. 1618 - Modena, † 1649)
- Vittoria Michitto, italiana (Caserta, n. 1928)
- Vittoria
- Vittoria Luisa di Prussia, tedesca (Potsdam, n. 1892 - Hannover, † 1980)
- Vittoria di Sassonia-Coburgo-Koháry, duchessa (Vienna, n. 1822 - Esher, † 1857)